# Hite Brewery Company
 (avril 2021).
Si vous disposez d'ouvrages ou d'articles de référence ou si vous connaissez des sites web de qualité traitant du thème abordé ici, merci de compléter l'article en donnant les références utiles à sa vérifiabilité et en les liant à la section « Notes et références ».
Pour les articles homonymes, voir Bob Hite.
La Hite Brewery Company Limited (hangul:하이트맥주) est une entreprise coréenne brassicole et de spiritueux, située dans le quartier Yeongdeungpo-gu de Séoul. Ses principales productions sont la bière, l'alcool de riz et l'eau minérale. L'entreprise a été créée en 1933 sous le nom Brasserie Chosun. Ses parts de marché en Corée sont comprises entre 30 % (1992) et 55 % (2002), qu'elle partage avec ses deux concurrents locaux, OB et Cass.
Depuis 2001, Hite possède trois sites de productions, et en 2006, elle étend son activité vers le soju en rachetant Jinro.
La brasserie est cotée à la bourse de Séoul, code HITE BREW.

## Les bières
La brasserie produit quatre marques de bières
- La bière Hite (하이트)

Il s'agit de la bière la plus vendue en Corée. De style lager dorée, elle est brassée à base de malt d'orge et de riz comme la Budweiser dont elle se rapproche par le goût et la couleur. Les deux autres bières majoritaires en Corée, la OB et la Cass sont elles aussi très proches, au point que les coréens parlent de bières interchangeables. Degré d'alcool 4,5°. La fabrication est basée sur un processus à trois étapes pour contrôler la température de fermentation. La hite accompagne parfaitement les fruits de mer et les poissons épicés.
Hite se diversifie sur des versions light (1982) et sans alcool (1984).
- La bière Prime Max (프라임 맥스)

Un peu plus chère et raffinée que la Hite, elle se place dans le top 5 des bières coréennes. La saveur blé se perçoit mieux. Degré d'alcool 4,5°.
- Hite Stout (스타우트)

La bière Hite Stout se veut une imitation de la Guinness, il s'agit donc d'une bière brune et amère. Elle est en chute de popularité ses dernières années. Degré d'alcool 4,5°.
- Exfeel S (엑스필 에스) ou tout simplement S

La S est une bière légère, qui s'adresse à un public plus jeune. Riche en fibres (5g/l), degré d'alcool 4°.

## Autres produits
- Seok Su & Puriss Water (석수와 퓨리스) Eau purifiée (anciennement produit de Jinro)
- Hite d dry finish, à base de levure déshydratée. Degré d'alcool 5°.
- Hite Soju (하이트 소주)